# Брониця (Дрогобицький район)
Бро́ниця (англ. Bronytsia) — село в Україні, у Дрогобицькій міській громаді, Дрогобицького району Львівської області.
В рамках децентралізації з 2020 року село Брониця входить до складу Дрогобицької міської громади. 24 грудня 2020 року на засіданні II сесії Дрогобицької міської ради старостою сіл Брониця, Новошичі, Бистриця, Биків, Глинне, Долішній Лужок, Ортиничі затвердили Семків Лесю Федорівну.

## Географія
Селом тече річка Броничари, ліва притока річки Трудниці.

## Історія
Мешканців села жорстоко побили польські поліціянти у 1938 році під час посвячення читальні «Просвіти». Під час розгляду справи в суді їх захищав доктор права Витвицький Степан.
7 травня 1946 року перейменували хутір Гора Солтиська Броницької сільської Ради на хутір Горяний.

## Населення

### Мова
Розподіл населення за рідною мовою за даними перепису 2001 року:
| Мова            | Кількість | Відсоток |
| --------------- | --------- | -------- |
| українська      | 896       | 99.45%   |
| російська       | 4         | 0.44%    |
| інші/не вказали | 1         | 0.11%    |
| Усього          | 901       | 100%     |

## Пам'ятки, визначні місця
- Церква Святого Василя Великого. Попередня до сучасної дерев'яна церква була розташована на тому ж місці. У більшості шематизмів XX століття згадується 1874 рік будівництва збереженої сьогодні дерев'яної церкви Святого Василя, але в деяких шематизмах також зазначають, що ця церква збудована та посвячена 1875 року. У 1909 році під час ремонту замінили гонтове покриття дахів цинкованою бляхою, встановили новий іконостас. Церква зачинена з 1961 до 1989 року. Ремонтована на початку 1990-х років. З південного-сходу від церкви знаходиться дерев'яна двоярусна дзвіниця[6].
- Церква Святого Архистратига Михайла. Перші відомості про церкву походять з 1507 року. Попередня дерев'яна церква була зведена у 1662 році. Існуюча, теж дерев'яна, збудована у 1903 році частково зі старого матеріалу, частково з нового, ялицевого дерева. Це тризрубна, одноверха будівля, оточена піддашшям, завершена великою шоломовою банею з ліхтарем і маківкою на великому світловому восьмерику нави. У тому ж році в церкві встановлений новий лакований іконостас[7].

## Відомі люди
- Залокоцький Роман Федорович — юрист, чемпіон світу з шахової композиції, міжнародний майстер FIDE, міжнародний арбітр з шахової композиції, заслужений майстер спорту України, гросмейстер України, почесний громадянин міста Самбора, радянський та український шаховий композитор (проблеміст), видав шість книг: одну по юриспруденції і п'ять по шаховій композиції.
- Ковалів Степан Михайлович — письменник і педагог, займає чільне місце серед українських письменників останньої чверті XIX століття.